# Reakcja korowa
Reakcja korowa – proces  tzw. powolnego bloku przeciw polispermii, którego głównym celem jest zabezpieczenie powstałej zygoty przed wnikaniem do niej innych plemników. Fuzja komórki jajowej z plemnikiem prowadzi do połączenia się ziaren korowych umieszczonych w cytoplazmie komórki jajowej z jej błoną komórkową czego efektem jest wyrzucenie ich zawartości pomiędzy błonę komórkową a osłonkę żółtkową. Ziarna korowe zawierają mieszaninę enzymów w skład której wchodzą: peroksydaza tyrozynowa oraz liczne proteazy, której celem jest uniemożliwienie wniknięcia innym plemnikom do cytoplazmy zapłodnionej komórki jajowej. Poza tym pęcherzyki zawierają hialinę, która jest glikoproteiną pełniącą wiele funkcji w dalszym rozwoju organizmu. Dodatkowo obecność mukopolisacharydów pod osłonką żółtkową podwyższa potencjał osmotyczny tego obszaru co owocuje wchłanianiem wody i uformowaniem tzw. otoczki zapłodnieniowej. Reakcja korowa jest indukowana przez uwolnienie jonów wapnia z retikulum endoplazmatycznego jaja w miejscu wniknięcia plemnika. Związanie plemnika prowadzi do uaktywnienia kaskady sygnałowej związanej z trisfosforanem inozytolu (IP3). Ponieważ w błonach retikulum endoplazmatycznego znajdują się kanały wapniowe zależne od IP3 to podniesienie stężenia tego przekaźnika w powoduje aktywację kanałów i napływ kationów wapnia do cytoplazmy. Proces ten charakteryzuje się przebiegiem autokatalitycznym, ponieważ sam wapń może wiązać się z tymi kanałami i je aktywować, dzięki temu reakcja korowa może szybko rozprzestrzeniać się w obszarze całej cytoplazmy. Mimo iż pierwotnie reakcję korową badano głównie u szkarłupni to występuje ona także u ssaków, jednakże w przypadku tych zwierząt nie dochodzi do wytworzenia otoczek: zapłodniowej i halinowej.